# Bifurca
Bifurca este un gen de molii din familia Lymantriinae.